# Riccardo Muti
Riccardo Muti (* 28. července 1941 Neapol) je italský dirigent a od roku 2010 hudební ředitel Chicagského symfonického orchestru. Je také šéfdirigentem italského Orchestra Giovanile Luigi Cherubini. V letech 1986–2005 působil jako hudební ředitel milánského operního domu Teatro alla Scala.

## Profesionální život

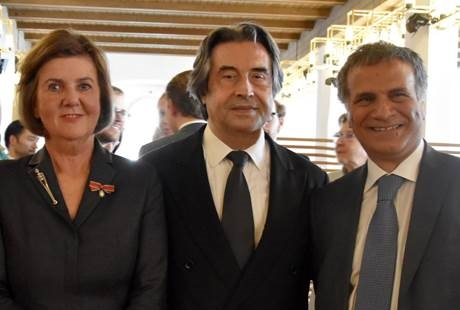
Helga Rabl-Stadler a Riccardo Muti

Narodil se v Neapoli, kde jeho otec pracoval jako lékař a amatérsky působil v roli pěvce. Matka byla profesionální pěvkyní. Studoval klavír na Konzervatoři San Pietro a Majella pod vedením Vincenza Vitaleho. Následně přešel na milánskou konzervatoř, kde se věnoval oborům skladba a dirigování pod vedením skladatele Bruna Bettinelliho a dirigenta Antonina Votta. Skladbu studoval také u Nina Roty, kterého považuje za svého mentora.
Na milánské dirigentské soutěži Guida Cantelliho v roce 1967 získal první cenu, když se pro něj jednomyslně vyslovila porota. V následujícím období 1968–1980 pracoval ve funkci šéfdirigenta a hudebního ředitele na každoročním operním festivalu Maggio Musicale Fiorentino.
Od roku 1971 se pravidelně angažuje v dirigování oper a koncertů na Salcburských letních slavnostech, kde získal věhlas za řízení mozartovských oper. Počínaje rokem 1972 pravidelně uvádí vystoupení s londýnským orchestrem Philharmonia. Roku 1974 nahradil v roli šéfdirigenta tohoto tělesa Otto Klemperera.
V roce 1987 byl jmenován šéfdirigentem Filharmonického orchestru ve Scale, se kterým následujícího roku obdržel řád Viotti d'Oro a uskutečnil celoevropské turné. V roce 1991 oznámil rezignaci na post šéfdirigenta Filadelfského orchestru.
Působil také jako pravidelný host Berlínských filharmoniků a Vídeňských filharmoniků. V letech 1993, 1997, 2000, 2004, 2018, 2021 a 2025 řídil Vídeňské filharmoniky při příležitosti pravidelného Vídeňského novoročního koncertu.
V období 1980–1992 řídil ve Spojených státech Filadelfský orchestr, se kterým absolvoval řadu mezinárodních turné. V roce 1979 byl jmenován jeho šéfdirigentem.
Stal se pravidelným hostujícím dirigentem Newyorské filharmonie. Dne 5. května 2008 byl jmenován příštím hudebním ředitelem Chicagského symfonického orchestru, se smlouvou platnou od sezóny 2010–2011 na dobu pěti let. S tímto tělesem debutoval již v roce 1973 na operním festivalu v Ravenně.

### Operní dirigent
Kromě La Scaly řídil operní představení s Filadelfským orchestrem, dále také ve Vídeňské státní opeře, kde se uvedl představením Aidy v roce 1973, následované operami Síla osudu (1974), Rigoletto (1983), Così fan tutte (1994), Don Giovanni (1999), Figarova svatba (2001) a opět Così fan tutte (2008). Dále vystupoval v Londýně a na festivalu v Ravenně, jehož zakladatelkou a ředitelkou je jeho manželka Cristina Mazzavillani.
Významnou vazbu má dirigent na Salcburské letní slavnosti, kde debutoval Donizettiho Donem Pasqualem v roce 1971. V následujících letech se letního festivalu pravidelně účastnil jak v roli dirigenta koncertů s Vídeňskými filharmoniky, tak i ve funkci producenta oper. Od roku 2007 je na festivalu v nové pozici šéfdirigenta. Vede operní produkce Orchestru mládeže Luigiho Cherubiniho. V blízkosti Salcburku vlastní sídlo.

## Repertoár

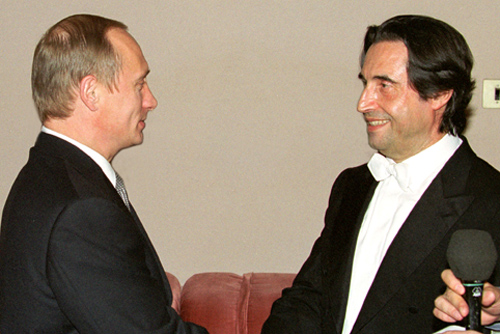
Muti s Vladimirem Putinem po moskevském koncertu. (2000)

S Filadelfskými filharmoniky ve velké míře produkoval nahrávky. Například dirigoval vůbec první cyklus Beethovenových symfonií nahraný na kompaktní disky, dále pak kritikou vysoce hodnocené nahrávky symfonií Johanna Brahmse, Čajkovského, Prokofjeva či Skrjabina. Rovněž nahrál méně známé kompozice Pucciniho či Busoniho.
Je považován za jednoho z nejlepších světových dirigentů děl Giuseppa Verdiho.
V La Scale uvedl méně známé práce klasicistních a raně romantických autorů jako Lodoiska od Luigi Cherubiniho a Vestálka od Gaspara Spontiniho.

## Soukromý život
Je od roku 1969 ženatý se zakladatelkou a ředitelkou ravennského festivalu Cristinou Mazzavillaniovou. Mají tři děti – dva syny a dceru.